# 涵娜
涵娜（英語：Hannah），是一個源自希伯來語的女性名字。它源自詞根ḥ-n-n，意思是「恩惠」或「恩典」。它的各種異體包括：Hanna、Hana、Hanah或Chana。安妮、安娜等名字來自於希臘化希伯來語：Anna（Ἅννα）。
腓尼基語名字漢尼拔源自相同的迦南語詞根，意思是「我的恩典是巴力」。在希伯來聖經的撒母耳記中，哈拿（希伯來聖經的譯名）是先知撒母耳的母親。